# Frobenius-Methode
Die Frobenius-Methode, nach Ferdinand Georg Frobenius (1849–1917), ist eine Methode um Lösungen der gewöhnlichen Differentialgleichung
{\displaystyle u''+p(z)u'+q(z)u=0}
zu finden, wobei {\displaystyle (z-z_{0})p(z)} und {\displaystyle (z-z_{0})^{2}q(z)} als analytisch in einer Umgebung von {\displaystyle z=z_{0}} vorausgesetzt werden. Die Idee ist es Lösungen in der Form einer verallgemeinerten Potenzreihe
{\displaystyle u(z)=(z-z_{0})^{\alpha }\sum _{n=0}^{\infty }u_{n}(z-z_{0})^{n}}
anzusetzen und die unbekannten Koeffizienten {\displaystyle \alpha ,u_{n}} durch Koeffizientenvergleich zu bestimmen. Der zentrale Satz wurde zuerst von Lazarus Immanuel Fuchs basierend auf Arbeiten von Karl Weierstraß bewiesen und danach von Frobenius verallgemeinert.

## Satz von Fuchs
Ohne Beschränkung der Allgemeinheit können wir {\displaystyle z_{0}=0} setzen.
Gegeben sei die Differentialgleichung
{\displaystyle u''+p(z)u'+q(z)u=0}
wobei {\displaystyle p(z)} bei 0 einen Pol maximal erster Ordnung und {\displaystyle q(z)} bei 0 einen Pol maximal zweiter Ordnung hat. Sie können also in der Form
{\displaystyle p(z)={\frac {1}{z}}\sum _{n=0}^{\infty }p_{n}z^{n},\qquad q(z)={\frac {1}{z^{2}}}\sum _{n=0}^{\infty }q_{n}z^{n}}
geschrieben werden, wobei die Reihen in einer Umgebung von 0 konvergieren.
Die charakteristischen Exponenten
{\displaystyle \alpha _{1,2}={\frac {1}{2}}\left(1-p_{0}\pm {\sqrt {(p_{0}-1)^{2}-4q_{0}}}\right)}
sind die Lösungen der charakteristischen Gleichung
{\displaystyle \alpha ^{2}+(p_{0}-1)\alpha +q_{0}=0,}
welche sich durch Koeffizientenvergleich für {\displaystyle z^{\alpha -2}} in obiger Differentialgleichung ergibt,
und wir können sie gemäß {\displaystyle \mathrm {Re} (\alpha _{1})\geq \mathrm {Re} (\alpha _{2})} ordnen.
Dann gilt folgende Fallunterscheidung:
- Ist {\displaystyle \alpha _{1}-\alpha _{2}} keine ganze Zahl, so existieren zwei Lösungen der Form

{\displaystyle u_{j}(z)=z^{\alpha _{j}}\sum _{n=0}^{\infty }u_{j,n}z^{n},\qquad u_{j,0}=1,\quad j=1,2.}
- Ist {\displaystyle \alpha _{1}-\alpha _{2}} eine ganze Zahl, so existieren zwei Lösungen der Form

{\displaystyle u_{1}(z)=z^{\alpha _{1}}\sum _{n=0}^{\infty }u_{1,n}z^{n},\qquad u_{2}(z)=z^{\alpha _{2}}\sum _{n=0}^{\infty }u_{2,n}z^{n}+c\log(z)u_{1}(z),\qquad u_{j,0}=1.}
Der Konvergenzradius entspricht dem Minimum des Konvergenzradius der Reihen für {\displaystyle p(z)} und {\displaystyle q(z)}.
Auch die Umkehrung gilt: Gibt es zwei Lösungen der obigen Form, so hat {\displaystyle p(z)} bei 0 einen Pol maximal erster Ordnung und {\displaystyle q(z)} bei 0 einen Pol maximal zweiter Ordnung.
Eine Differentialgleichung mit meromorphen Koeffizienten, für die alle Singularitäten (inklusive {\displaystyle \infty }) vom obigen Typ sind, wird als Fuchssche Differentialgleichung bezeichnet.

## Verallgemeinerungen
Der Satz von Fuchs kann auf Differentialgleichungen höherer Ordnung und auf Systeme von Differentialgleichungen erster Ordnung verallgemeinert werden.

## Anwendungen
Mit der Methode von Frobenius können folgende Differentialgleichungen gelöst werden:
- Bessel’sche Differentialgleichung
- Legendre’sche Differentialgleichung
- Laguerre’sche Differentialgleichung
- hypergeometrische Differentialgleichung